# Головашенко, Юрий Александрович
Юрий Александрович Головашенко (28 ноября 1910, Кременчуг — 15 октября 1976, Ленинград) — русский советский театровед, доктор искусствоведения (1970).

## Биография
Родился в 1910 году в городе Кременчуг Полтавской губернии Российской империи.
В 1937 году окончил театроведчекий факультет ГИТИСа, в 1940—1942 годах — аспирант там, в 1947 году защитил кандидатскую диссертацию.
Награжден медалью «За доблестный труд в Великой Отечественной войне 1941—1945 гг.».
С 1949 года — старший научный сотрудник и преподаватель в Ленинградском государственном институте театра, музыки и кинематографии.
В 1972 году присвоена научая степень доктора искусствоведения за книгу «Режиссерское искусство Таирова».
С июля 1974 по сентябрь 1976 года — старший научный сотрудник в Отделе новой русской литературы в ИРЛИ АН СССР.
Умер в октябре 1976 года в Ленинграде.

## Труды
С 1938 года выступал как театральный критик и театровед. Автор ряда монографий и свыше 200 статей по истории театра.